# مینابه، واکایاما
مینابه، واکایاما (به لاتین: Minabe, Wakayama) یک منطقهٔ مسکونی در ژاپن است که در Hidaka District واقع شده‌است. مینابه ۱۲۰٫۲۶ کیلومتر مربع مساحت و ۱۴٬۱۵۰ نفر جمعیت دارد.